# Aveizieux
Aveizieux ist eine französische Gemeinde mit 1.693 Einwohnern (Stand: 1. Januar 2022) im Département Loire  in der Region Auvergne-Rhône-Alpes. Sie gehört zum Arrondissement Montbrison und zum Kanton Andrézieux-Bouthéon. Die Einwohner werden Aveizieudaires genannt.

## Geografie
Die Gemeinde Aveizieux liegt am Südwestrand der Monts du Lyonnais, etwa 14 Kilometer nördlich von Saint-Étienne in der historischen Landschaft Forez. An der östlichen Gemeindegrenze verläuft das Flüsschen Gimond. Umgeben wird Aveizieux von den Nachbargemeinden Saint-Médard-en-Forez im Norden, Chevrières im Nordosten und Osten, La Gimond im Südosten, Saint-Héand im Süden, Saint-Bonnet-les-Oules im Südwesten sowie Chambœuf im Westen.

## Bevölkerungsentwicklung
| Jahr                       | 1962 | 1968 | 1975 | 1982 | 1990 | 1999 | 2006 | 2013 | 2022 |
| -------------------------- | ---- | ---- | ---- | ---- | ---- | ---- | ---- | ---- | ---- |
| Einwohner                  | 771  | 781  | 810  | 1023 | 1175 | 1271 | 1371 | 1557 | 1693 |
| Quellen: Cassini und INSEE |      |      |      |      |      |      |      |      |      |

## Sehenswürdigkeiten
- Kirche Saint-Léger, 1865/66 wiedererrichtet

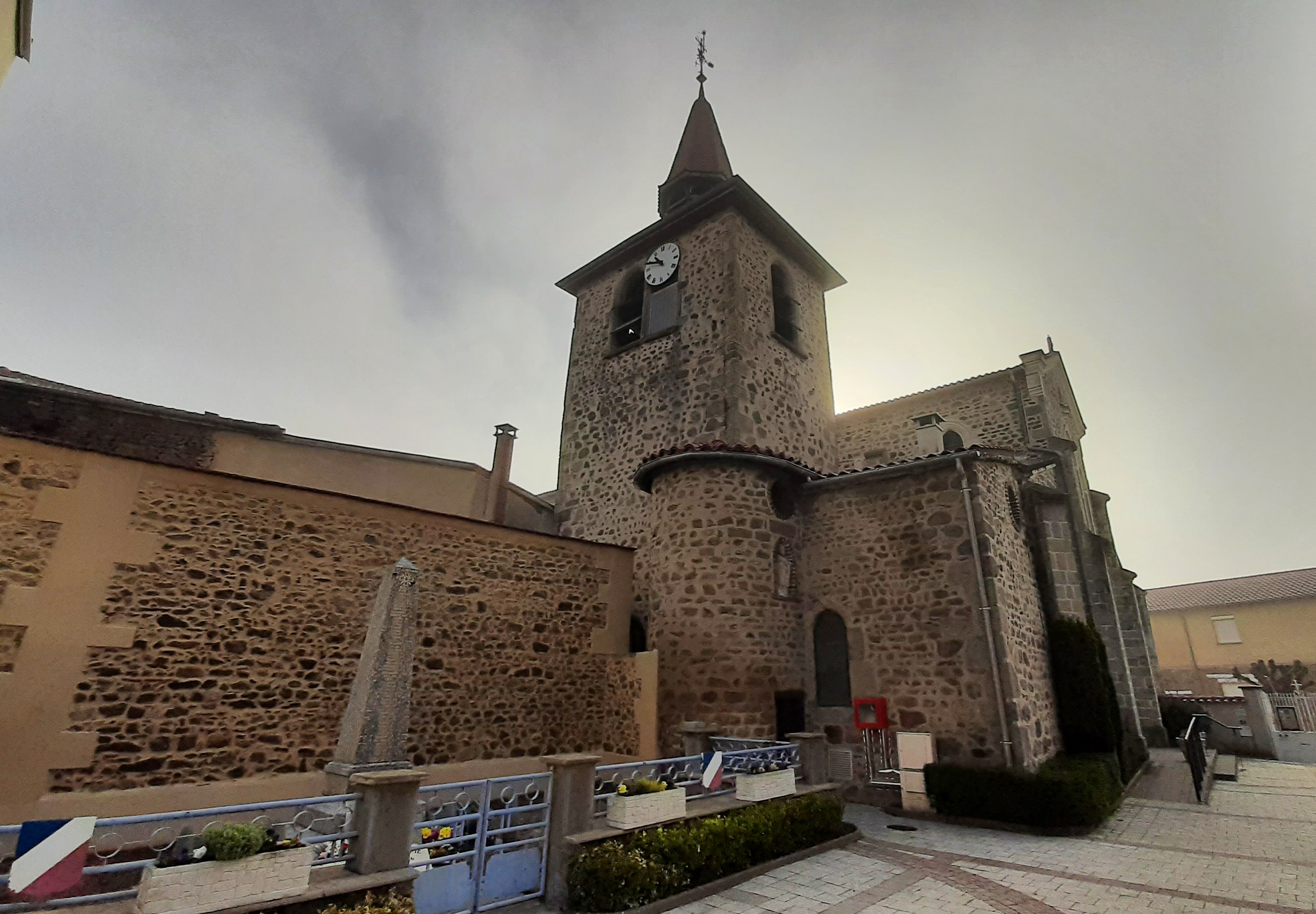
Kirche Saint-Léger

## Persönlichkeiten
- Pierrick Cros (* 1992), Fußballspieler, hier aufgewachsen